# The London Magazine

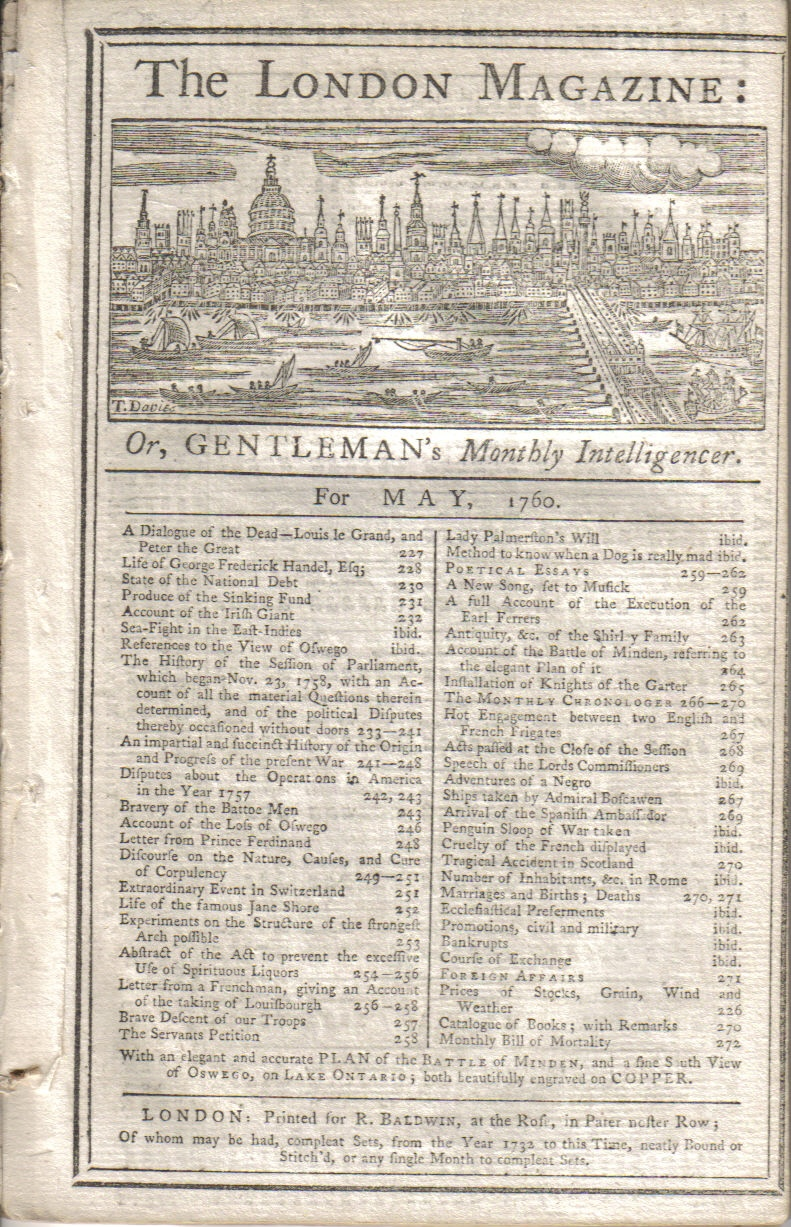
Titelblad van een editie uit mei 1760

The London Magazine is een Engels tijdschrift dat in verschillende perioden in de geschiedenis werd uitgebracht. Ook anno 2009 bestaat er een tijdschrift met deze titel.
Het eerste tijdschrift onder deze naam verscheen in de periode van 1732 tot 1785. De volledige titel luidde The London Magazine: Or, Gentlemen's Monthly Intelligencer. Het was bedoeld als politieke tegenhanger van het meer rechts-georiënteerde blad The Gentleman's Magazine.
Bekender is de opvolger, die verscheen van januari 1820 tot juni 1829. De eerste redacteur van het blad was John Scott en de inhoud was meer op serieuze literatuur gericht dan die van zijn voorganger. Zo verscheen in 1821 de eerste aflevering van Confessions of an English Opium Eater van Thomas de Quincey en in 1822 Dissertation upon Roast Pig van Charles Lamb. Zij maakten beiden deel uit van de redactie. Het blad publiceerde ook werk van William Wordsworth, John Clare en John Keats.
Het tijdschrift werd zeer populair en bereikte ongeveer dezelfde cijfers als het rivaliserende blad Blackwood's Magazine, dat grote populariteit genoot als gevolg van de vaak vrij controversiële inhoud. Deze rivaliteit leidde tot onderlinge en wederzijdse verwijten en toen Scott een geval van laster van de kant van Blackwood's openbaarde, kwamen Scott en de redacteur van Blackwood's, John Gibson Lockhart, een duel overeen dat zou worden uitgevochten op Chalk Farm, nabij Hampstead. De afspraak was kennelijk niet geheel duidelijk en Lockhart reisde terug naar zijn woonplaats Edinburgh zonder Scott zelfs maar gezien te hebben. Lockharts secondant Jonathan Christie was echter wel op de afgesproken plaats en stond erop diens taak over te nemen. John Scott raakte hierbij ernstig gewond en overleed als gevolg hiervan in januari 1821. Hij werd opgevolgd door John Taylor.
Andere bladen onder dezelfde naam verschenen tussen 1900 en 1930 en tussen 1954 en 2001.
Het huidige tijdschrift verschijnt tweemaandelijks.